# Polystichopsis muscosa
Polystichopsis muscosa là một loài thực vật có mạch trong họ Dryopteridaceae. Loài này được (Vahl) Proctor miêu tả khoa học đầu tiên năm 1961.